# Jesus curando o cego de Betsaida

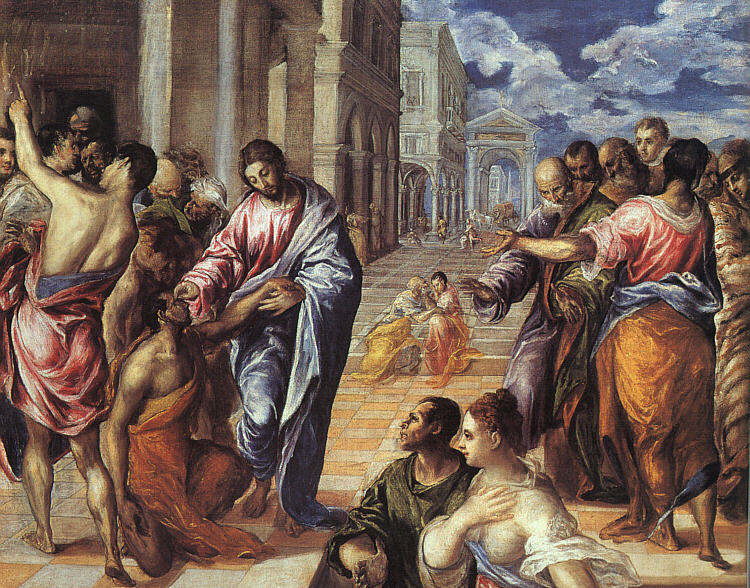
Jesus curando o cego.
Por volta de 1570. Por El Greco, atualmente no Metropolitan Museum of Art, em Nova Iorque.

Jesus curando o cego em Betsaida é um dos milagres de Jesus, relatado em apenas em Marcos 8:22–26.

## Narrativa bíblica
De acordo com o Evangelho de Marcos, quando Jesus chegou em Betsaida, uma cidade na Galileia, lhe pediram que curasse um cego. Jesus levou seu paciente para fora da cidade, cuspiu em seus olhos e colocou suas mãos sobre ele. "Vejo os homens, porque, como árvores, os percebo andando", disse o homem. Jesus repetiu o procedimento, resultando numa cura completa e em perfeita visão. "Não entres nem na aldeia", ordenou então Jesus, tentando evitar que a notícia se espalhasse.
A história é fortemente apoiada pelo critério da vergonha (o autor nada ganharia inventando tal história), uma vez que os primeiros cristãos não se satisfariam com Jesus tendo que abençoar por duas vezes para conseguir um resultado, como é o caso. A história também coloca em dúvida a maldição colocada sobre Betsaida à despeito de todas as "grandes obras" ali realizadas, uma vez que não há pistas sobre um outro milagre e Jesus tomou o cuidado de não propagandear este.